# José Manuel Santos
José Manuel Santos Ascarza OCD (Llay Llay, 2 de abril de 1916-Viña del Mar, 14 de septiembre de 2007) fue un eclesiástico chileno y carmelita descalzo. Fue el obispo católico que presidió la Arquidiócesis de Concepción y la Diócesis de Valdivia, también fue presidente de la Conferencia Episcopal de Chile.

## Biografía

### Familia y sacerdocio
Santos Ascarza nació en la localidad de Llay Llay el 2 de abril de 1916. Sus padres fueron Quintín Santos Fernández y Manuela Ascarza Galilea, oriundos de Hornillos de Cameros, La Rioja y Marañón (Navarra), España respectivamente. 
A los ocho años sintió el llamado de la vocación religiosa y muy pronto ingresó al Seminario de Santiago, donde estudió Filosofía, más tarde viajó a Roma (Italia), donde estudió Teología y Derecho Canónico en la Universidad Gregoriana. Obtuvo los grados académicos de doctor en Filosofía en la Universidad Gregoriana, en Roma; además de licenciado en Teología y Derecho Canónico.
En Roma fue ordenado sacerdote el 7 de diciembre de 1938 por monseñor Pascuzzi, cuando apenas tenía 22 años, por lo que requirió un permiso especial debido a su corta edad.
De regreso a Chile fue profesor y director espiritual en el Seminario de Valparaíso, profesor en la Universidad Católica de Valparaíso, además de notario eclesiástico del Obispado y asesor de la Acción Católica Universitaria (ACU).

### Ordenación episcopal
El 21 de septiembre de 1955 fue designado obispo de Valdivia por el Papa Pío XII. Fue consagrado en Valparaíso el 4 de diciembre de 1955 por monseñor Sebastiano Baggio, nuncio apostólico. Sus co consagrantes fueron monseñor Rafael Lira, obispo de Valparaíso, y monseñor Manuel Larraín, Obispo de Talca.
Su lema episcopal fue "Dominus fortitudo mea" (El Señor es mi fortaleza). El 12 de diciembre de 1955 tomó posesión de la diócesis y sucedió a monseñor Arturo Mery Beckdorf. El 9 de febrero de 1956 fue nombrado administrador Apostólico de Osorno. Durante su gobierno debió afrontar la destrucción masiva de iglesias y capillas por el devastador terremoto de 1960, enfocándose en la reconstrucción de estas. Junto a la publicación de varias cartas pastorales, en 1969 celebra el Sínodo Diocesano.    
Hizo la Visita ad limina en 1964, 1969, 1974, 1979 y 1984. Participó en las cuatro Sesiones del Concilio Vaticano II, y en la Conferencia general del Episcopado latinoamericano en Medellín, 1968. Asistió a los sínodos de obispos de 1969 y 1971.
Ocupó diversos cargos en la Conferencia Episcopal de Chile, siendo presidente de ella en varios períodos. También desempeñó cargos en el Consejo Episcopal Latinoamericano (CELAM) y perteneció al Consejo pontificio Cor unum.

## Arzobispo de Concepción
El 6 de mayo de 1983, durante el régimen militar de Augusto Pinochet, el Papa Juan Pablo II lo nombró arzobispo de Concepción. Tomó posesión del arzobispado el 17 de junio de 1983 para suceder a monseñor Manuel Sánchez.
El 29 de junio de 1983 recibió el palio arzobispal y tuvo como obispo auxiliar a monseñor Alejandro Goic.
El período de Santos se caracterizó por sus denuncias de violaciones a los Derechos Humanos y por su enfrentamiento a la autoridad militar de la época.
El 28 de julio de 1988, pocos meses antes del Plebiscito de 1988, el Papa Juan Pablo II le aceptó su renuncia al arzobispado. Fue sucedido en su cargo por Monseñor Antonio Moreno Casamitjana.
En febrero de 1989 ingresó a la Orden del Carmelo Descalzo. Hizo su Noviciado en Calahorra, España y ahí mismo sus votos temporales. Cinco años más tarde sus votos perpetuos en Viña del Mar como Religioso Carmelita. Efectuó su primera profesión temporal el 24 de marzo de 1990 y la solemne en 1995. Su nombre religioso era Fray José Manuel de la Inmaculada Concepción.
El 14 de septiembre de 2007, a la edad de 91 años, monseñor Santos falleció en el convento de la orden de los Carmelitas Descalzos, en Viña del Mar; tres días más tarde fue sepultado en la cripta de la Catedral de Concepción.